# 칠학년일반
칠학년일반은 대한민국의 걸 그룹이다. 2014년 〈오빠 바이러스〉로 데뷔하였다. 2016년 일본 진출 데뷔 싱글 〈オッパウイルス〉가 타워레코드 일간차트 1위를 하였다.

## 음반

### 싱글
- 〈오빠 바이러스〉 (2014)
- 〈ALWAYS〉 (2014)
- 〈이별파이팅〉 (2014)
- 〈Hey You〉 (2014, 스웨덴 세탁소 OST)
- 〈하얀바람〉 (2015)
- 〈Always〉 (2015)
- 〈나를 기억해주세요〉 (2017)

### EP
- Believe (2015)

### 일본 싱글
- 〈オッパウイルス〉 (2016)

## 음반 외 활동
- 2017년 한국청소년동아리연맹 홍보대사